# Elasmus aspidiscae
Elasmus aspidiscae är en stekelart som beskrevs av Girault 1917. Elasmus aspidiscae ingår i släktet Elasmus och familjen finglanssteklar. Inga underarter finns listade i Catalogue of Life.